# Ponte Betancourt

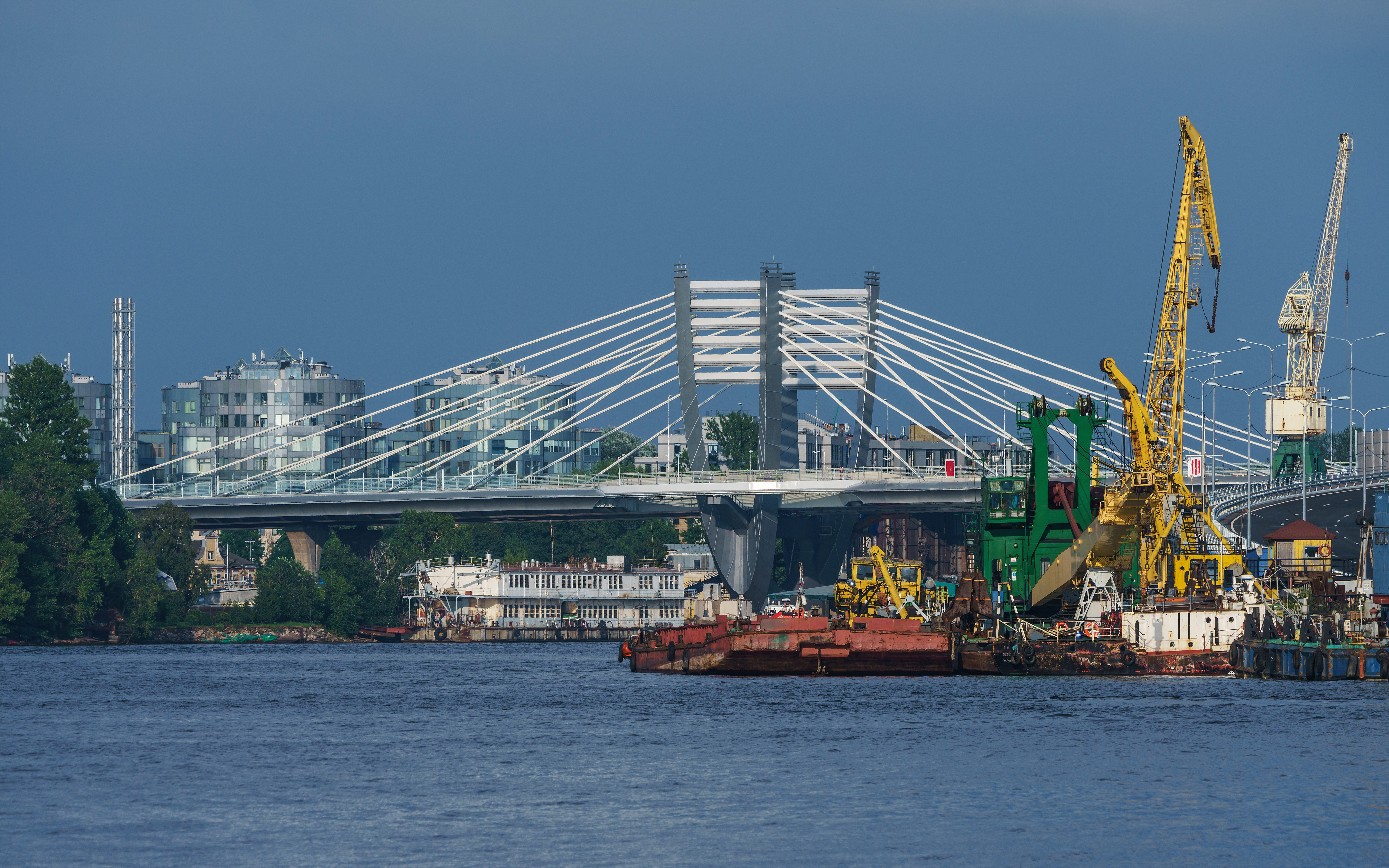
Ponte Betancourt

A Ponte Betancourt (em russo:  Мост Бетанку́ра) é uma ponte não basculante de 6 faixas com uma ciclovia em São Petersburgo, inaugurada em 2018. A ponte cruza o rio Pequeno Neva e conecta as ilhas Vasilyevsky e Petrogradsky. O seu nome é uma homenagem a Agustín de Betancourt, destacado engenheiro de origem espanhola, que trabalhou em diversas obras arquitectónicas da cidade.
A ponte foi construída com o objectivo de diminuir o trânsito no centro da cidade. Ao contrário das duas pontes ao lado dela no rio Pequeno Neva, esta ponte não é basculante. Apesar disso, a sua altura permite a passagem de embarcações, com altura máxima de 16 metros.